# Spinanapis lewis
Spinanapis lewis är en spindelart som beskrevs av Norman I. Platnick och Forster 1989. Spinanapis lewis ingår i släktet Spinanapis och familjen Anapidae.
Artens utbredningsområde är Queensland. Inga underarter finns listade i Catalogue of Life.